# Al-Shabab FC Al-Riyad
|  | Aquest article tracta sobre el club de futbol saudita. Vegeu-ne altres significats a «Al-Shabab». |

L'Al-Shabab FC Al-Riyad (àrab: نادي الشباب السعودي, Nādī ax-Xabāb as-Saʿūdī, ‘Club Saudita de la Joventut’) és un club de futbol saudita de la ciutat de Riad. Al-Shabab significa «Joventut.»

## Història
El club es fundà l'any 1947 amb el nom de Shabab AlRiyadh. Fou el primer club de futbol de Riad, i el seu primer president va ser Abdulrahman Bin Saeed. Conflictes interns l'any 1957 van provocar l'eixida del club d'Abdulrahman Bin Saeed que fundà un nou club anomenat Al-Hilal. El Shabab aturà a conseqüència d'aquests fets la seva activitat durant dos anys, reprenent-la el 1959. L'any 1967 s'uní als clubs Al Najmah FC i Al Marekh adoptant el nom d'Al Shabab.
Respecte als colors, els primers foren el blanc i el verd. Després de la fusió adoptà el blau i el taronja, però el 1977 els canvià de nou pel blanc, gris i negre.

## Palmarès
- Lliga saudita de futbol:[2]

1990–91, 1991–92, 1992–93, 2003–04, 2005–06, 2011–12
- Segona divisió saudita de futbol:

1976
- Copa del Rei saudita de futbol:[3]

2008, 2009, 2014
- Copa del Príncep de la Corona saudita de futbol:[3]

1993, 1996, 1999
- Copa Federació saudita de futbol:[3]

1988, 1989, 2009, 2010, 2011
- Supercopa saudita de futbol:[3]

2014
- Copa Rei Saud:

1960
- Recopa asiàtica de futbol:

2001
- Lliga de Campions aràbiga de futbol:

1992, 1999
- Supercopa aràbiga de futbol:

1996, 2001
- Copa del Golf de futbol:

1993, 1994

## Jugadors destacats
- Fuad Amin
- Saeed Al-Owairan
- Fahad Al-Mehallel
- Saleh Al-Dawod
- Awad Al-Anazi
- Redha Tukar
- Abdulaziz Khathran
- Abdullah Al-Waked
- Mohammad Khouja